# Uzebox
La Uzebox est une console de jeu vidéo open source, aux graphismes rétro minimalistes[Quand ?]. Elle est basée sur un microcontrôleur AVR 8-bit, fabriqué par la société Atmel. La particularité du système est l'utilisation d'un noyau conduit interrompu, et qu'il n'a pas de framebuffer. Les jeux sont développables en C. Les fonctions telles que la génération du signal vidéo, le tile rendering et la génération de la musique ne sont pas à la charge du programmeur car elles sont effectuées en temps réel par une tâche de fond. L'accent a été mis pour la rendre facile et amusante à assembler et à programmer pour n'importe quel amateur ayant un minimum de notions en C et dans la programmation de microcontrôleur.

## Caractéristiques

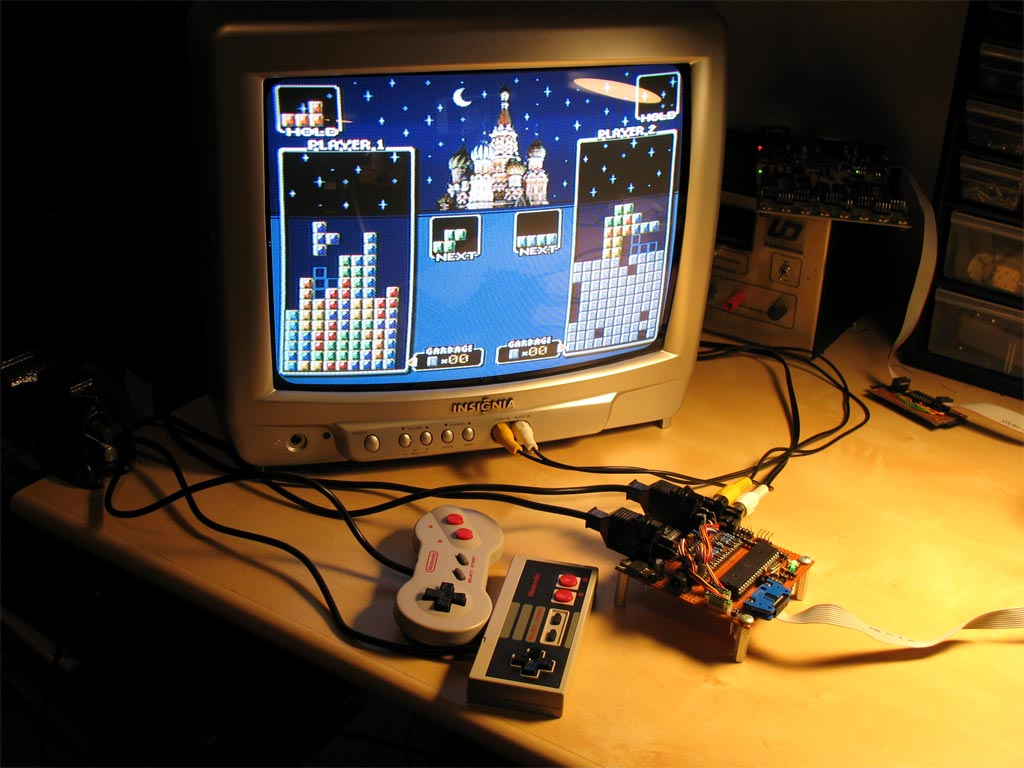
Prototype de Uzebox connectée à une télé.

- Faible coût des pièces : le système ne comporte que deux puces et quelques petits composants.
- Noyau conduit interrompu : pas de cycle de comptage nécessaire, le mixage sonore et la génération du signal vidéo sont exécutés en arrière-plan.
- 256 couleurs.
- Moteur sonore à quatre canaux :
- Midi-in
- Support de la souris SNES.
- Open source : Le logiciel et le matériel sont libres et sous licence GPL.

## Caractéristiques matérielles
- CPU : Microcontrôleur ATmega644.
- Mémoire vive : 4K.
- Mémoire flash : 64K.

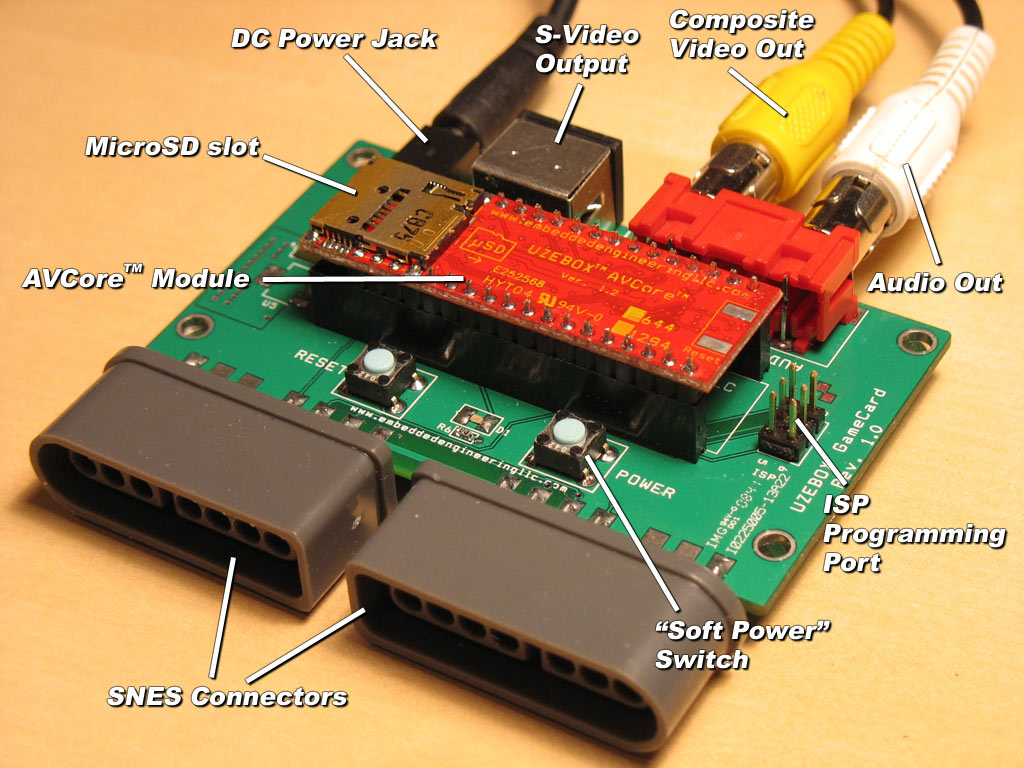
Uzebox de AVCore légendée {en}

- Vitesse : 28.61818Mhz (Overclocké).
- Couleurs : 256 couleurs simultanées (Rouge:3 bits, Vert:3 bits, Bleu: 2 bits).
- Sortie vidéo : NTSC composite et S-Video.
- Son: 8-bit mono, mixé à ~15Khz et sortie via PWM.
- Entrée : deux entrées compatibles avec les manettes de jeu NES/SNES.
- Stockage externe : SD/MicroSD.
- Options : interface MIDI-in.